# Alianza GENIVI
La Alianza GENIVI (en inglés GENIVI Alliance) es un consorcio sin ánimo de lucro fundado el 2 de marzo de 2009 por el Grupo BMW, Delphi, GM, Intel, Magneti Marelli, PSA Peugeot Citroën, Visteon y Wind River Systems. Persigue el propósito de establecer en la industria automovilística el uso de un sistema operativo global basado en Linux, más un conjunto de herramientas de middleware y una plataforma común para el infotainment (IVI). Desde su fundación, el número de miembros de la alianza ha ido creciendo hasta superar los 150. Algunos fabricantes con implementaciones propias de este sistema operativo son Canonical, Mentor Graphics, MontaVista and WindRiver.